# Сембиланг
Сембиланг (индон. Taman Nasional Sembilang) — национальный парк на востоке индонезийского острова Суматра. Так же как и близлежащий парк Бербак, Сембиланг представлен, главным образом, заболоченными лесами и торфяными болотами. Оба парка относятся к водно-болотным угодьям, имеющим международное значение. Сембиланг является крупнейшим в мире гнездовьем серых клювачей, кроме того, он является домом для самого разнообразного в мире сообщества куликов — здесь были зафиксированы 213 видов этих птиц. Площадь парка — 2051 км².
Примерно половина территории парка занимают мангры, остальные площади заняты торфяными болотами, низменными тропическими лесами, заболоченными лесами, тугайными лесами и др. Сембиланг служит домом для 53 видов млекопитающих: суматранский тигр, суматранский слон, чепрачный тапир, чернорукий гиббон, сиаманг, борнейский дымчатый леопард, мраморная кошка, суматранская кошка, малайский медведь, свинохвостый макак и др. В реках парка водятся более 140 видов рыб и 38 видов крабов.
Сембиланг — крупнейшее в мире гнездовье серых клювачей и одно из крупнейших гнездовий яванского марабу. Другие виды птиц, находящиеся под угрозой исчезновения: малайский шерстистошейный аист, белоголовая утка, охотский улит и дальневосточный кроншнеп. Общая популяция птиц парка оценивается примерно в миллион особей; в зимний период около 100 тысяч перелётных птиц останавливаются здесь для отдыха.